# زويلو سالدومبيدي
زويلو سالدومبيدي (بالإسبانية: Zoilo Saldombide) (18 مارس 1902 في مونتيفيديو ، الأوروغواي – 4 ديسمبر 1981) لاعب كرة قدم أوروغواياني كان يجيد اللعب في مركز المهاجم . ساهم في تتويج منتخب الأوروغواي ببطولة كأس العالم لكرة القدم 1930 التي استضافتها بلاده على الرغم من أنه لم يلعب أي مباراة .

## وصلات خارجية
- زويلو سالدومبيدي على موقع الاتحاد الدولي (مؤرشف)  (الإنجليزية)
- زويلو سالدومبيدي على موقع قاعدة بيانات كرة القدم.إي يو (الإنجليزية)
- زويلو سالدومبيدي على موقع ناشيونال فوتبول تيمز (الإنجليزية)
- زويلو سالدومبيدي على موقع أوليمبيديا (الإنجليزية)
- هذا تشكيلات أبطال كؤوس العالم لكرة القدم
- إسبورتي